# Красносокольє
Кра́сносоко́льє (рос. Красносоколье) — село у складі Красноуфімського міського округу (Натальїнськ) Свердловської області.
Населення — 106 осіб (2010, 219 у 2002).
Національний склад станом на 2002 рік: росіяни — 95 %.